# Sam Segal
Sam Segal (Amsterdam, 3 mei 1933 – Norwich, 11 juni 2018) was een Nederlands botanicus en kunsthistoricus. Hij werd vooral bekend vanwege zijn wetenschappelijke bijdragen aan het onderzoek van bloemstillevens en de vegetatiekunde, in het bijzonder muurvegetatie. Segal is de oprichter van de Still Life Studies.

## Biografie
Segal studeerde biologie en filosofie aan de Universiteit van Amsterdam. Zijn promotieonderzoek onder de titel Ecology of Wall Vegetation werd voor het eerst uitgegeven in 1969 en heruitgegeven in 1973. 
Van 1960 tot 1975 leidde Segal zijn eigen onderzoeksinstituut aan het Department of Botanical Ecology aan de Universiteit van Amsterdam en gaf lezingen aan andere Nederlandse universiteiten. 
In deze periode legde Segal de fundamenten voor zijn methode in het bloemstillevenonderzoek. Door onder meer een accurate determinatie van bloemen en insecten op zeventiende-eeuwse tekeningen, prenten en schilderijen kon hij werken dateren en toeschrijven (of afschrijven) aan bepaalde kunstenaars. Zijn eerste tentoonstellingscatalogus verscheen in 1970, Boeket in Willet. In deze catalogus werden voor het eerst in de kunstgeschiedenis de stilistische en botanische kenmerken van het bloemstuk over verschillende eeuwen heen geschetst. Vanaf 1975 richtte Segal zich met steun van het ZWO als onafhankelijk onderzoeker uitsluitend op het onderzoek naar bloemstillevens.
Naast zijn activiteit als zelfstandig onderzoeker, doceerde Segal kunstgeschiedenis aan de Vrije Universiteit Amsterdam. Hij gaf als specialist van (bloem)stillevens lezingen en maakte tentoonstellingen in Europa, Amerika en Japan. Hij schreef meer dan 130 artikels, boeken en tentoonstellingscatalogi over het Vlaamse en Hollandse (bloem)stilleven van de zestiende tot de achttiende eeuw en geldt als een absolute autoriteit op het vlak van stillevens.

## Still Life Studies
Gedurende bijna een halve eeuw bestudeerde en documenteerde Segal duizenden stillevens. Vele daarvan bevonden zich in de kunsthandel en in particuliere collecties van over de hele wereld. Zijn bibliotheek en documentatie is voor het onderzoek naar stillevens de meest gespecialiseerde en tevens meest nauwkeurige ter wereld. Segal stelde zijn bibliotheek aan de Prinsengracht tijdens zijn leven meer dan een kwarteeuw open voor studenten, museummedewerkers, kunsthandelaars en onderzoekers uit binnen- en buitenland.
In 2009 schonk hij zijn beelddocumentatie over ca. 90.000 schilderijen en tekeningen en het grootste deel van zijn bibliotheek aan het RKD. Ook werkte hij als gastonderzoeker nauw met het RKD samen aan het Stillevens Project in de jaren 2008–2011. Ruim 5.600 stillevens staan in de database RKDimages beschreven. Veel van de informatie was niet eerder in de kunsthistorische literatuur gepubliceerd. Zijn nalatenschap is onmisbaar voor huidige en toekomstige onderzoekers van het stilleven.
Segal schonk schilderijen en prenten uit zijn collectie aan verschillende musea en onderzoekscentra, waaronder het Amsterdam Museum, het Rijksmuseum in Amsterdam, het Prentenkabinet in Brussel en de Association Répertoire International d’Iconographie Musicale in Zurich.

## Beschreven syntaxa
In de onderstaande lijst staan syntaxa die (mede) door Segal zijn beschreven en een artikel op de Nederlandstalige Wikipedia hebben.
Klassen
- ruppia-klasse – Ruppietea Den Held & Segal 1964

Orden
- muurleeuwenbek-orde – Tortulo-Cymbalarietalia Segal 1969

Verbonden
- muurleeuwenbek-verbond – Cymbalario-Asplenion Segal em. Mucina 1993
- verbond van klein glaskruid – Parietarion judaicae Segal 1969

Associaties
- muurbloem-associatie – Asplenio-Cheiranthetum Segal 1969
- associatie van klein glaskruid – Asplenio-Parietarietum Segal 1969
- tongvaren-associatie – Filici-Saginetum Segal 1969
- associatie van waterscheerling en hoge cyperzegge – Cicuto-Caricetum pseudocyperi Boer & Siss. in Boer 1942 em. Segal in Westh. & Den Held 1969